# Bey (carica)
Il termine bey, adattato in bei (dal turco antico beğ, ossia "signore", che originò l'arabo بك / bek; e l'ottomano بگ / beg), indica un titolo turco-ottomano, anticamente attribuito ai leader di piccoli-medi gruppi di tribù.
Più tardi questo titolo venne adottato dall'impero ottomano per indicare una tipologia di nobiltà, molto simile al sir inglese; le regioni o le province governate dai bey si chiamavano beilicati e approssimativamente corrispondevano agli emirati nel caso di province o ai governatorati nel caso di regioni.

## Storia
Con questo titolo si indicò, tra il XVI secolo fino a tutto il XX secolo, il signore di Tunisi, nominalmente vassallo della Sublime porta ottomana di Istanbul, ma di fatto ampiamente autonomo. Il significato del termine con il tempo passò a indicare anche il responsabile fiscale o militare di una circoscrizione amministrativa di tale impero, per diventare infine un semplice appellativo di rispetto.
Nei resoconti storici molti capi turchi, altri comandanti turchi e persiani sono chiamati Bey, Beg, Begg, Bek, Bay, Baig, Beigh o Beik. Hanno tutti il significato di "gentiluomo".
Con la deposizione il 26 luglio 1957, da parte dei patrioti tunisini guidati da Habib Bourguiba, dell'ultimo Bey di Tunisi, Muhammad VIII al-Amin, 19° esponente della dinastia husaynide, finì il lungo periodo beilicale, nel corso del quale la Reggenza di Tunisi divenne un importante centro di attività corsara in tutto il Mediterraneo centrale e occidentale, anche se propriamente nel frattempo il Bey aveva assunto il titolo di Re di Tunisia.
Il primo Bey di Tunisi ricevette l'investitura di signore della città e dei territori ad essa pertinenti dal Dey di Algeri ʿUthmān, ma nel XVIII secolo il Bey era del tutto autonomo rispetto alla confinante Reggenza di Algeri.
Il titolo di Bey fu concesso anche ai governatori della Maina, che erano cristiani ed eletti dalle famiglie locali.